# Lewis Ferry Moody
Lewis Ferry Moody (5 de enero de 1880 - 21 de febrero de 1953) fue un ingeniero y profesor estadounidense. Es conocido principalmente por el diagrama de Moody, un gráfico que relaciona varias variables usadas en el cálculo de flujos de fluidos a través de tubos. 

El diagrama de Moody muestra el factor de fricción en función del número de Reynolds para diferentes rugosidades de la tubería.

## Biografía
Nació el 5 de enero de 1880.
Lewis F. Moody fue profesor de mecánica de fluidos y diseño de máquinas en la Universidad de Princeton desde 1930. Fue el primer profesor de hidráulica en la Escuela de Ingeniería de Princeton.
Se casó con Eleanor Greene, fallecida en 1937. Tuvieron una hija, Eleanor Lowry Moody, casada en 1944.
Aparte de su famoso diagrama, obtuvo 23 patentes por sus invenciones. Recibió la medalla Elliott Cresson del Instituto Franklin en 1945. También fue nombrado miembro honorario de la Sociedad Estadounidense de Ingenieros Mecánicos (ASME) en 1951.
Murió el 21 de febrero de 1953.

## Legado
Cinco años después de su muerte, la ASME creó un premio en su honor. El premio Lewis F. Moody se otorga por la División de Ingeniería de los Fluidos (por sus siglas en inglés FED) en reconocimiento a artículo originales excepcionales útiles en la práctica de la ingeniería mecánica .